# 菌糸

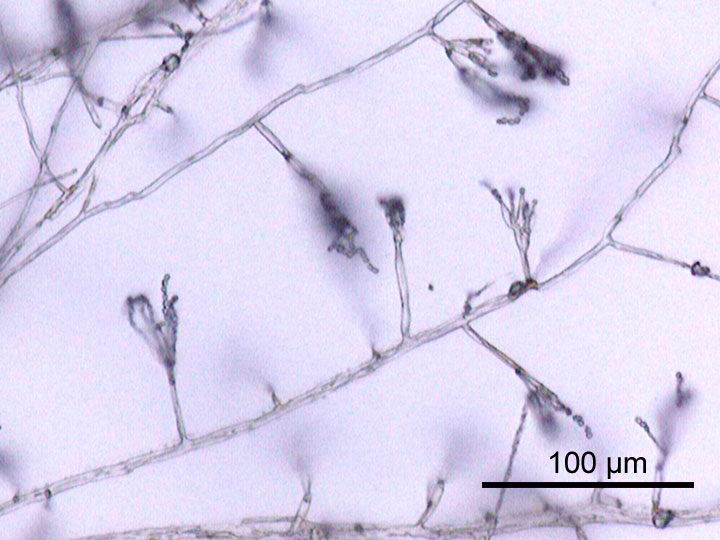
アオカビの菌糸
糸状の構造が菌糸。アオカビの菌糸には隔壁が存在する（クリックして拡大すると確認可能）

菌糸（きんし）とは、菌類の体を構成する、糸状の構造のことである。一般にいうカビやキノコなどは、主に菌糸が寄り集まったもので構成される。単細胞状態の菌類である酵母に対して、このように菌糸を形成した多細胞状態の菌類を糸状菌と総称することがある。また偽菌類や放線菌など、菌類以外の微生物にも菌糸を形成するものがある。

## 概説
菌糸（きんし hypha pl. hyphae)というのは、多くの菌類が形成する糸状の構造であり、それらの菌類の栄養体を構成する単位として機能する。栄養体が菌糸から構成されている菌類を糸状菌と呼び、菌糸からなる菌類の体を菌糸体(mycelium pl. mycelia)という。
たとえばシイタケが樹木の幹から生えているのを見たとき、一般の人は樹皮上に出ているものをシイタケと見るが、これは子実体という繁殖のための構造に過ぎず、その本体はむしろ幹の中に広がる菌糸である。種菌として植え付けられたシイタケは、材木の中に菌糸をのばし、菌糸から酵素を出して周囲の材を分解し、それを吸収して成長し、やがて子実体を作ることで表面から見えるようになる。また、子実体そのものも菌糸から構成されている。カビの場合も同様で、たとえば餅の表面に出てくるアオカビは、粉の集まりのように見えるのは胞子の固まりであり、実際にはその下の餅の中に広がっている菌糸が本体なのである。糸状菌においては菌糸が本体であり、菌糸として成長し、菌糸からの分化によって様々な構造が作られ、そこで生殖も行われる。
一般には菌糸はそれぞれ単独で生命維持ができる単位であり、菌糸が分断されても、その一部から再び成長を続けることができる。しかし、生殖などの活動には、ある程度以上の大きさに発達した菌糸体であることが必要である。また、菌糸はそれぞれが遊離して栄養源である基質表面、あるいはその内部に侵入し、それぞれに栄養を分解吸収して成長するが、時にまとまって一定の構造を作る場合がある。菌類に於いては、1列に細胞が並んだ菌糸以上の複雑な組織は存在せず、子実体のような大型の構造も、すべて菌糸が集まって形成される。

## 一般的構造
一般に菌糸と呼ばれるものは、糸状で、分枝しながら先端成長によって伸長し、その表面で周囲にある基質を分解吸収して自らの栄養とする構造である。多くの菌類は、胞子から発芽するとこのような構造となり、成長や分枝を続け、多数の菌糸の集まりによる体を発達させる。菌糸は細胞からなり、その表面は丈夫な細胞壁で覆われる。

### 大きさ
菌糸は先端で伸びるものであるから、原理的には無限に成長すると考えられ、長さについてはあまり考えても仕方がない。しかし実際にはその大きさは様々であり、これには環境条件などが大いに関わっているであろう。さらに、純粋培養の元でも大きくなるもの、あまり大きくならないものの差はあり、場合によってはその群の特徴となる。逆に、まず長くならないものもある。例えばハエカビ目のものは、ほとんど肉眼で確認できない程度の長さにしか伸びない。これを分節菌糸体と呼んでいる。
太さは0.5-100µmまでの幅があり、菌群によって大きく異なる。ごく細いものは後述のツボカビ類の仮根状菌糸や、接合菌類のトリモチカビ目に見られる。これらでは2µm程度の菌糸が普通で、部分的にはさらに細くなっている。特に太いのは菌類ではないが卵菌類のミズカビ類で、20-40µmは普通で、ミズカビやワタカビでは時には100µmを越えることもある。フハイカビで4-6µm、これは一般の子嚢菌、担子菌程度である（椿他,1978:各種の記述から）。

### 細胞性
菌糸は基本的には多細胞的なものであるが、菌糸を細胞に区切る隔壁があるものとないものがある。隔壁が全くないか、所々にのみ形成される場合、菌糸の内容は仕切りがなくて多数の核を含む原形質からなる多核体の構造となる。ツボカビ門のサヤミドロモドキ目や接合菌門のケカビ目などにそのようなものが見られる。子嚢菌類や担子菌類では菌糸には規則的に隔壁があって、菌糸は細胞に分かれているが、実際にはその間に連絡があり、多核体的な面が強い。

### 細胞壁
菌糸の細胞壁の主要な構成成分は多糖類である。ほとんどの菌類に於いては、その大部分はキチンである。他にキトサンやβ-グルカンを同時に含んでいるものが多い。それらは繊維状となり、層をなしているのが普通である。

### 隔壁
菌糸を仕切っている板を隔壁(septum)という。接合菌綱のケカビ目などでは菌糸には原則的には隔壁がなく、古くなると作られたり、生殖器官の下に形成される程度であるが、接合菌綱でもキクセラ目などでは規則的な隔壁が形成される。ただし、キクセラ目のものでは、隔壁の中央に、両側の細胞に突き出た特有の管がある。
子嚢菌類、担子菌類（および不完全菌類）の菌糸には、規則的に隔壁があり、それによって菌糸は細胞に分断されている。このような隔壁は核の分裂に連動して形成される。しかしながら、これらの菌類では、生殖部分を仕切る場合には完全な隔壁が形成されるが、通常の隔壁には、実はその中央に孔があって、細胞間で行き来ができるようになっている。子のう菌類の場合、隔壁は菌糸の軸に垂直な単なる細胞壁の板であるが、その中央部には1つの穴が開いている。この孔によって両隣の細胞質は連続しており、それを通じて、ミトコンドリアなどの細胞器官や核までも行き来が可能である。事実、子嚢菌に於いて、菌糸体の中を核が時速1～4cmの速度で移動することが確認されている。また、不完全菌に於いて、他の菌糸との接触によって異質の核が導入され、それらが孔を通って移動して核が融合したりするような過程で有性生殖と同等の効果が生じる疑似有性生殖が行われる例もある。
担子菌類では隔壁の構造はさらに複雑で、中央の孔の周辺はたる型に肥厚し、その両側を小胞体が帽子状になった孔帽と呼ばれる構造が覆っている。このような構造を持つ隔壁をドリポア隔壁(dolipore septum)という。この部分の詳細な構造は、下位の分類群によっても異なっている。
なお、核分裂と連動して形成される規則的な隔壁を一次隔壁(primary septum)、不規則的に形成されるものを不定隔壁(adventitionus septum)と言うこともある。

### 二核菌糸

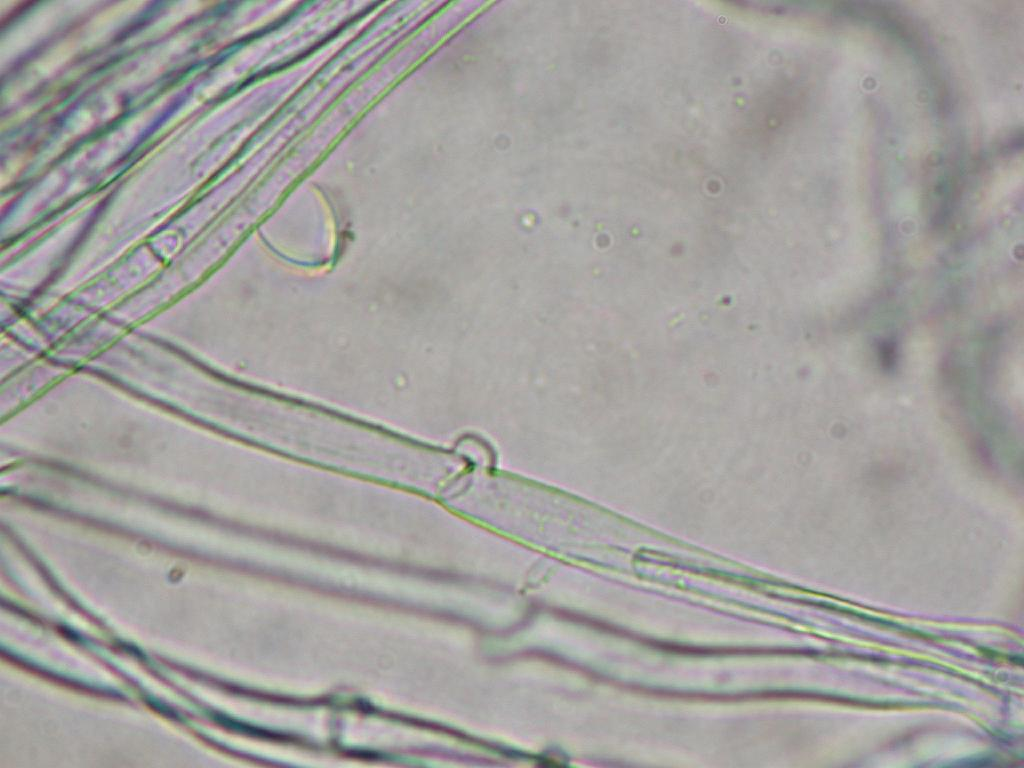
シイタケの子実体の菌糸
中央にかすがい連結が見える

菌類においては、栄養体の核相は単相である例が多い。したがって、菌糸には単相の核のみを含む。それらは有性生殖時に何らかの形で接合すると、融合した核はほぼその場で減数分裂を行い、単相に戻る。
しかし、子嚢菌と担子菌では細胞の融合後に核が融合せず、一つの細胞に2つの核を含んだ状態を維持しながら菌糸が成長する。これを二核菌糸、あるいは二次菌糸と言う。これは子嚢菌では子実体の中でごくわずかに見られるが、担子菌ではむしろこの状態が普通であり、キノコを構成する菌糸はすべてこれである。これらの菌糸では、隔壁の部分に特殊なかすがい連結(clamp connection)と言う構造が出来る(出来ない場合もある)。

### 細胞の構造
古い菌糸の部分は、先端からの距離に応じて活動やその成分が異なっていることが知られている。細胞壁の内側には細胞質があるが、ほとんどは細胞壁に面する部分に集まり、中央には液胞がある。菌糸が古くなるにつれて液胞は大きくなり、最終的には細胞は空胞化する。

## 菌糸の成長
菌糸はその先端部で新たな細胞壁が作られて、先へ伸びることで成長する。菌糸の成長部分より後方では、細胞質内に液胞があって、それが次第に拡大成長するので、これが原形質を前方へ押し出す力になっているとの説もある。菌糸先端部のすぐ後方では、小胞体で細胞壁の成分が合成され、この成分は小胞の形で前方へ押し出され、新しい細胞壁の形成に使われる。それらの後方にはミトコンドリアが多数見られ、その活動が菌糸の成長に結びついているとされる。特に規則的な隔壁を持つ菌糸の場合、先端部に光学顕微鏡では暗色に見える先端小体(Spitzenkröper)があり、先端成長と強く結びついていることが知られる。これは多数の小胞やその他の構造が集まったもので、その働きについてはまだ十分にはわかっていない。多細胞の菌糸では、菌糸先端がある程度成長した後に、その後方で核分裂を生じて新たな隔壁が作られる。
菌糸の成長は、温度によって大きく変わるが、菌群によっても異なる。
分枝が生じる場合、菌糸先端のやや後方から新たな先端を生じて枝分かれができるものが多い。先端部が2叉分枝をする例は少なく、ツボカビ門のカワリミズカビなどに見られる程度である。また、同種の菌糸が接触した場合にそこで融合が起こることも知られている。

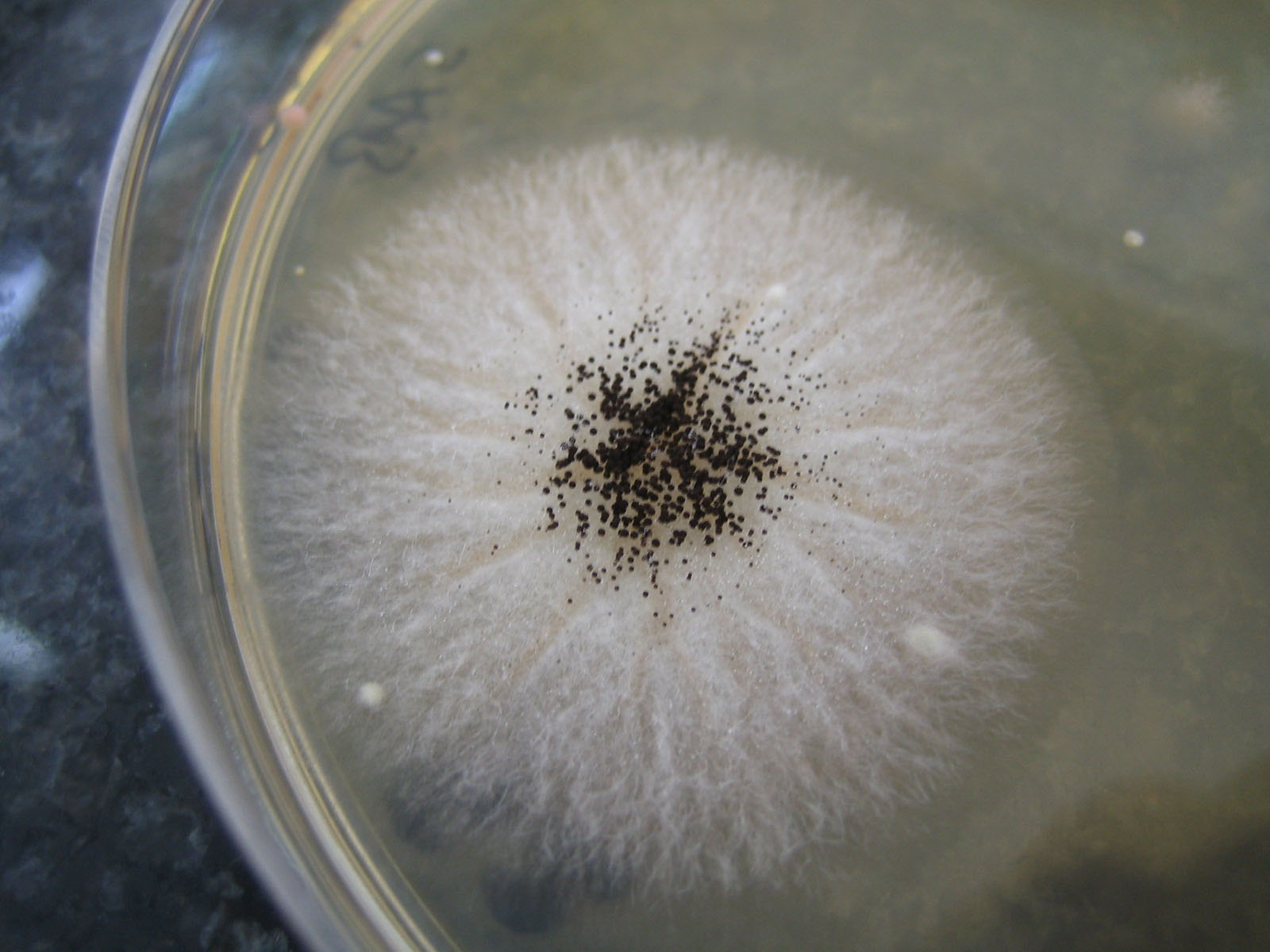
寒天培地上のカビのコロニー・白い綿状の菌糸が見える

### 菌糸体の形
寒天培地のような均質な基質上では、当初の菌糸の成長は各方向に一様であるが、次第に中心から外へ向かう方向に向きが定まる傾向がある。結果として、菌糸体は円形（立体的には球形）の形を取り、先端から一定距離に胞子形成を生じて同心円の形になることが多い。これは野外でも往々にして起きることで、草原や芝生などでキノコが輪の形に生じる現象が見られる。これを菌輪といい、西洋では妖精の踊った跡であるとの伝承がある。

## 菌糸の分化

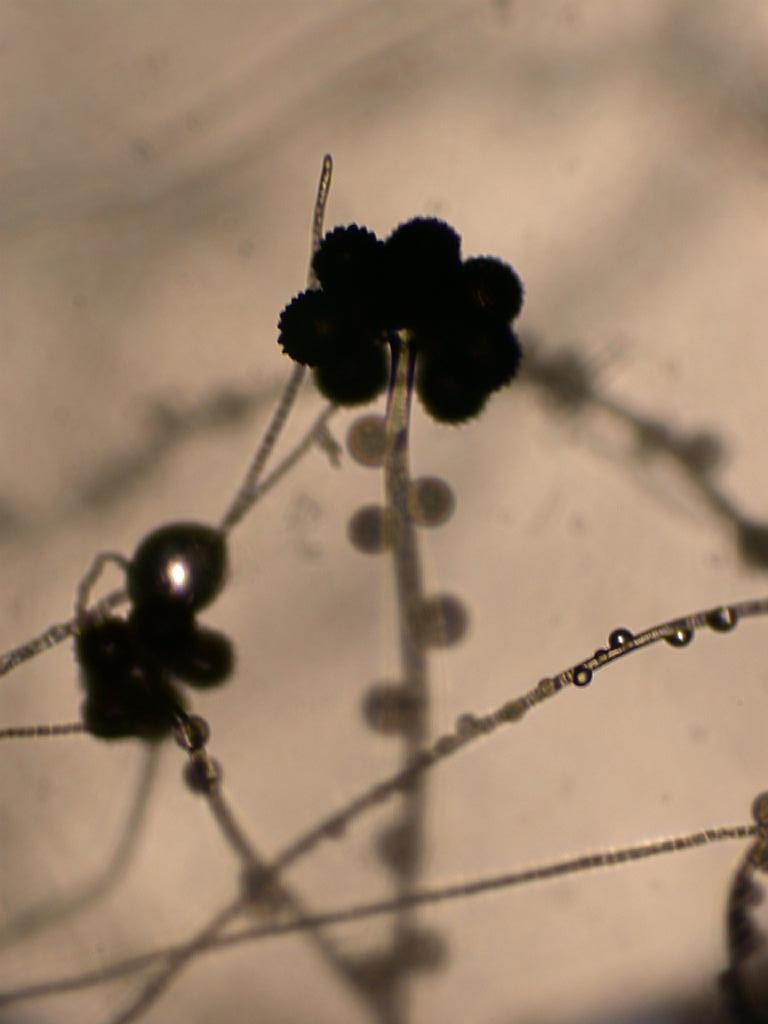
コウガイケカビの分生子柄と気中菌糸

大部分の菌糸は基質上を這い、あるいは潜り、周辺の基質を分解吸収している。しかし、それ以外の目的のために分化した菌糸もある。特に生殖にかかわる部分が分化する例が多く、それらは別の名で呼ばれることもある。それらに対する一般の菌糸は、栄養菌糸（潜入菌糸、基底菌糸、基生菌糸）と呼ばれる。
普通の場合、菌糸は基質中かその表面を成長するが、基質を離れて空中へ伸び出す場合もあり、それが生殖等に関わらない場合、これを気中菌糸（または気菌糸）という。また、気中菌糸が先端で基質に附着し、そこに菌糸を伸ばすような場合、これを特に匍匐菌糸ということもある。
他に栄養関係のものでは、寄生菌が宿主に附着させる付着器(appresproim)、宿主内部に侵入させる吸器(haustorium)などもある。

### 仮根と仮根状菌糸

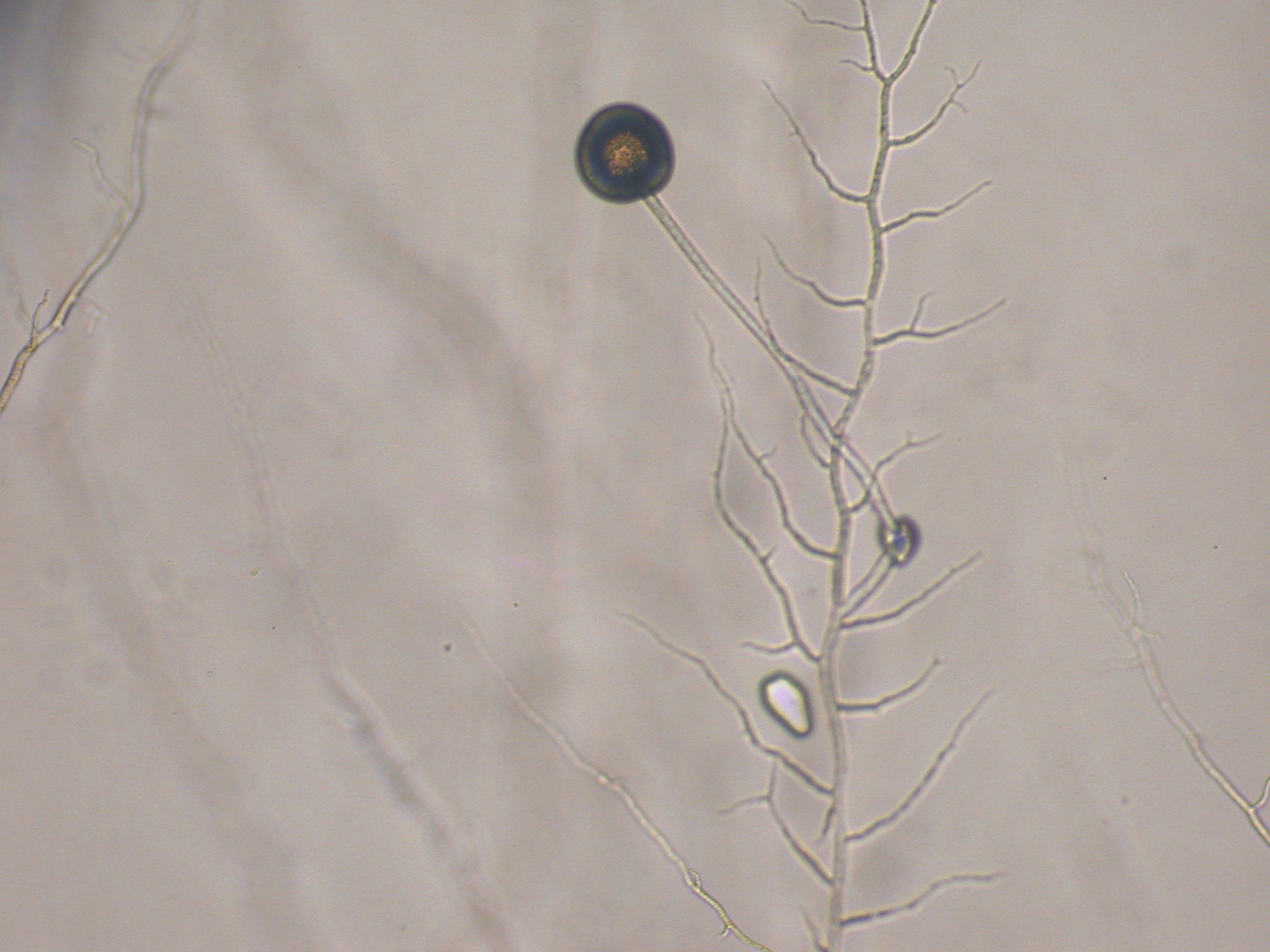
ケカビの栄養菌糸と胞子嚢柄

菌糸を形成しないツボカビ類には、胞子嚢を基質に固定するように、根状の構造を持つものがあり、これを仮根(rhizoid)という。さらに一部の菌ではそれがよく伸びて、その先に複数の胞子嚢をつけるようになったものがある。このような場合、これを仮根状菌糸体(rhizomycerium)という。このような菌糸は、一般の菌糸に比べて細くやや不規則で、先で枝分かれするに連れてさらに細くなる。一般の菌糸が細胞の並びに見えるのに対して、これは細胞の一部が伸び出したように見える。
同様の仮根状菌糸は菌糸を持つツボカビ類（カワリフクロカビなど）、ケカビ目でも見られ、これらの場合、通常の菌糸の側面からこのような仮根状菌糸を出すのが見られる。なお、クモノスカビ・ハリサシカビ・クサレケカビなどの胞子嚢柄を立てる種の中で、その基部に根状の菌糸が限定的に生じるものも仮根と言うが、これはかなり性質の異なるものである。

### 生殖に関する構造
生殖にかかわる構造も菌糸から生じる。それらは大抵は限定成長をおこなってその先端に生殖のための構造をつけるので、その構造を支える柄と見なされ、そのように名付けられる。たとえばその構造が胞子嚢であれば胞子嚢柄（ほうしのうへい）、分生子であれば分生子柄（ぶんせいしへい）と呼ばれる。それらの構造は分類上の重要な特徴ともなる。
普通は菌糸の先端にそのための構造が形成され、そこに胞子を作るので、外生的に出芽したり内生的に形成されたりと様々であるが、より菌糸そのものから形成される場合もある。分生子においては、菌糸が形成された後、その菌糸の一部が胞子に変形することで形成される例がある。たとえばアレウリオ型といわれるものは、分生子はまず菌糸先端の細胞として形成され、その後に発達して胞子として成熟する。また、分節型といわれるものは、菌糸の先端の方から多数の隔壁を生じ、それらがバラバラになって胞子となる。このような型をまとめてthallicと呼ぶこともある。
この他、栄養菌糸の先端、あるいは介在的に一部が分断され、厚膜化して胞子のようになったものを厚膜胞子という。古くなった菌株で見られることもある。様々な菌群で見られ、比較的不規則で、分類形質としてはさほど重視されない。なお、菌糸そのものが切り離されることで増殖することも可能である。植物の株分けみたいなものであるが、一般的には菌類の培養における植え継ぎはこの方法で行われる。また、土壌よりの菌類分離法に、土壌中から菌糸を洗い出し、これを培養する方法がある。実際に土壌中で活動している菌類を探す方法として使われる。

## 複数の菌糸からなる構造

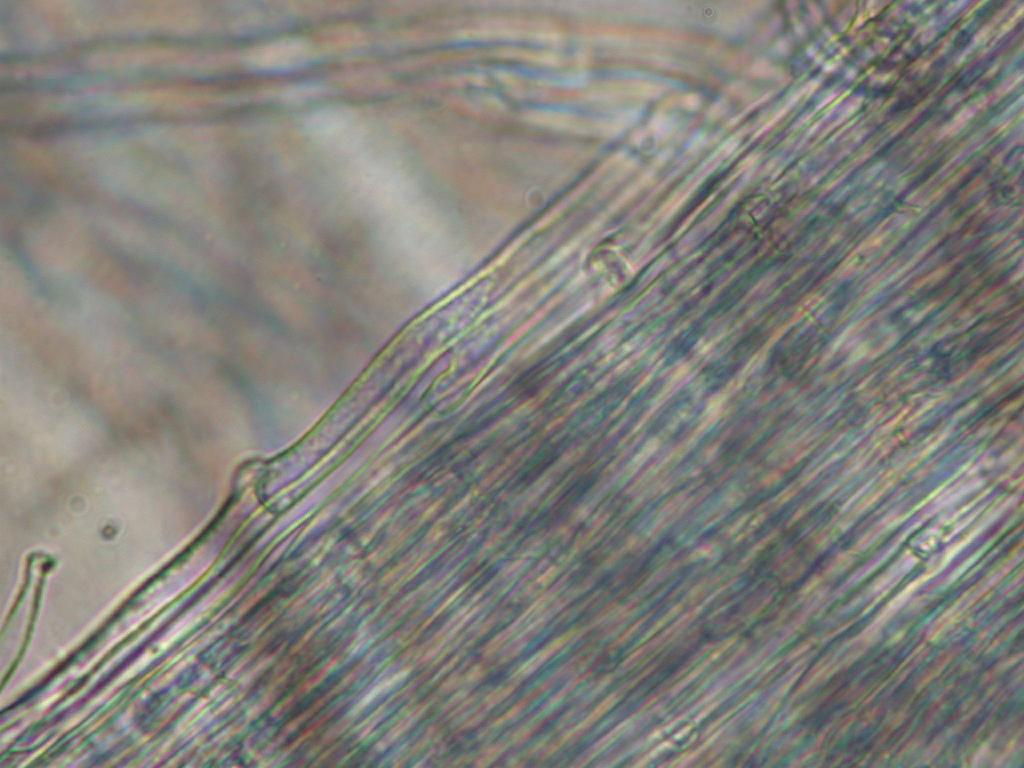
シイタケの子実体の柄の部分

複数の菌糸が組み合わさって構造を作る場合もある。特に高等な菌類に見られることが多い。
子のう菌や担子菌はその多くがはっきりとした子実体を形成する。特に担子菌の子実体はいわゆるキノコ型で、大きくなるものがある。これらは、いずれも多数の菌糸が並んで形成されるものである。単に糸状の菌糸が絡まり合うだけでなく、菌糸の各細胞が球状に膨らみ、それらが隣接して一見すると植物の柔組織のように見える場合もあり、これを偽柔組織という。また、サルノコシカケなど、ほとんど木材のように固い子実体を形成するものもあるが、これも非常に細胞壁が肥厚した菌糸から形成されるものである。子実体とは認められないが、胞子形成部が多数集合したものに子座（しざ）がある。

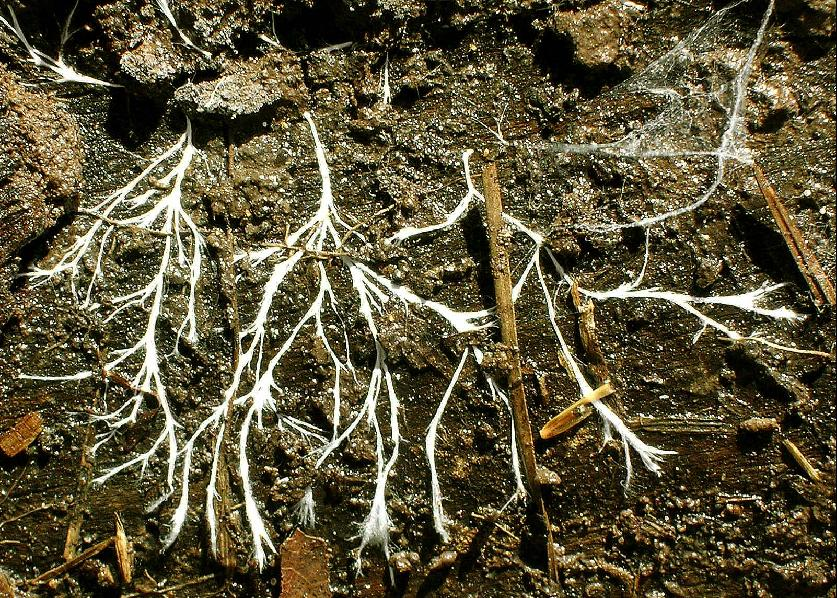
菌糸束の例（朽ち木の裏面にて）

栄養菌糸にも、複数の菌糸が束になるものがある。特にキノコの菌糸によく見られる。簡単な菌糸の束になったものを菌糸束という。複数の菌糸が寄り合い、あるいはその菌糸からの分枝も絡み合うように、まとまって一本の菌糸のように伸びるものである。たとえばある枯れ木についた菌が、隣の枯れ木まで菌糸をのばすような場合に、このようなものが見られることがある。
さらに構造が複雑になり、一見は維管束植物の根のような形になったものを形成するものもある。その表面に厚い細胞壁を持つ菌糸が並んで、固くて着色した外皮のようになり、先端には柔らかな菌糸の先が並んで、まるで根の先端のように見えるものである。このようなものは根状菌糸束(rhizomorph)と呼ばれる。他に、菌糸だけが集まって塊状になったものに菌核(sclerotium)がある。一般的には耐久性の構造である。

## 酵母と菌糸体

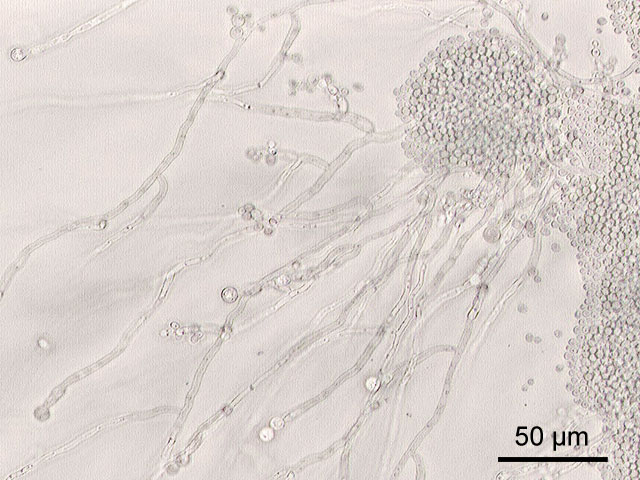
カンジダ・アルビカンスの偽菌糸
写真左側の糸状構造が偽菌糸。完全な繊維状ではなく、細長い酵母細胞が連なっている（わずかに膨らみがある：クリックして拡大すると確認可能）

菌糸からなる体は、菌類の典型と言って良いが、菌類の形態としては、単細胞の形からなる酵母という形態もある。一般に生物の進化は、単細胞から多細胞へという方向があるように言われる。もちろん菌類に関しても当然そうであるとはいえ、必ずしも酵母の方が原始的であるとは考えない。むしろ、菌類全体に多細胞化の傾向が強くないためもあり、酵母の姿も菌類の適応の一つの型だとの見方が一般的である。実際、環境条件によって酵母と菌糸の形を使いわける例や、生活環の中で酵母の時期と菌糸の時期を持つ例がある。このように酵母型と菌糸型（偽菌糸を含む）の両方の形態をとりうる性質を二形性と呼ぶ。なお、酵母に近縁のもので、出芽的に形成された新しい細胞が、それぞれ独立しないために菌糸に近い姿になるものがある。これを偽菌糸体（または仮性菌糸 pseudohypha）と呼ぶ場合がある。病原性真菌には二形性を持つものが多く、代表的な病原真菌の一種であるカンジダ・アルビカンスなどは、感染した宿主の体内で酵母型、偽菌糸、菌糸型のすべての形態を取りうることが知られている（新見 2007、山口 2007）。
また、菌糸ではあるがごく短くしか発達せず、あるいは短い部分に分かれてしまうようなものを分節菌糸体(hyphal body)という。ハエカビ目などに見られるものである。

## 様々な菌類と菌糸

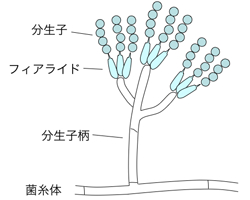
アオカビの構造模式図

- ツボカビ門

ツボカビ目のものでは、球形の胞子嚢から基質中に細い根状の構造をのばすものがある。これを仮根あるいは仮根状菌糸と呼ぶ。また、複数の胞子嚢と、それをつなぐ細い菌糸を形成するものがある。コウマクノウキン目とサヤミドロモドキ目とは、はるかに太い菌糸を形成する。コウマクノウキン目のカワリミズカビは、水中に二叉分枝の太い菌糸をのばし、基質中には仮根状菌糸をのばす。
- 接合菌門

ケカビ目のものは、多核体の太い菌糸をよく発達させ、その所々から仮根状菌糸を基質中に広げる。トリモチカビ目のもので、菌糸体を発達させるものでは、非常に細い菌糸をのばし、宿主の細胞内に吸器を侵入させる。
- 子嚢菌門・担子菌門および不完全菌

菌糸はほぼ均等な太さで、規則的に隔壁を持つ。菌子束や子実体など、複雑なものを形成するものも多い。

## 菌類以外の菌糸

### 偽菌類の菌糸

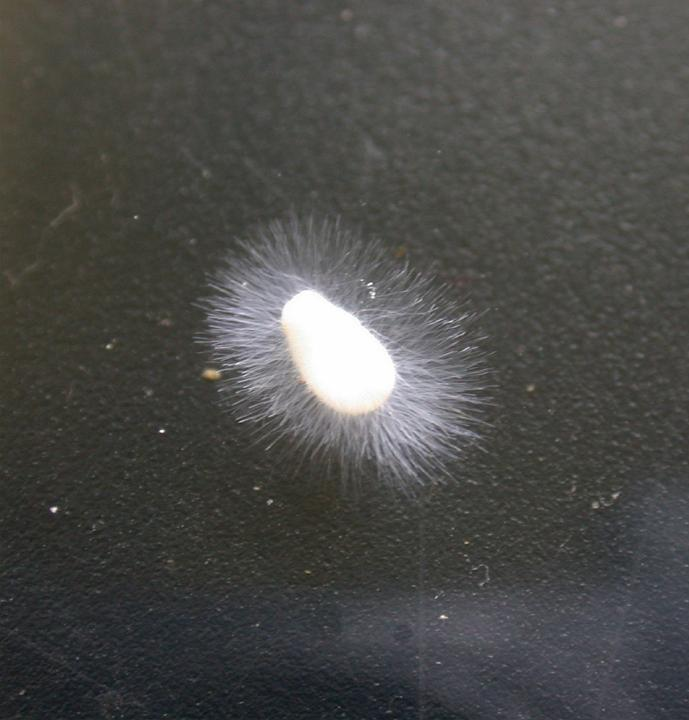
アサの実に生えたミズカビ類

かつては菌類であると考えられていたが、現在では系統を異にするものと考えられ、菌界に含めないものを偽菌類という。特にミズカビなどを含む卵菌類は、非常に菌類に似た生物である。その体は基質中や水中に伸びる、先端成長をおこなう糸状の構造であり、その表面で基質を分解吸収することも同じである。かつてはツボカビ類と共に鞭毛菌の名で、菌類のひとつと見なされた。現在では褐藻や珪藻などと同じストラメノパイルという群に含まれることが判明し、菌界(むしろ動物と類縁の近いとされている)からは外されている。

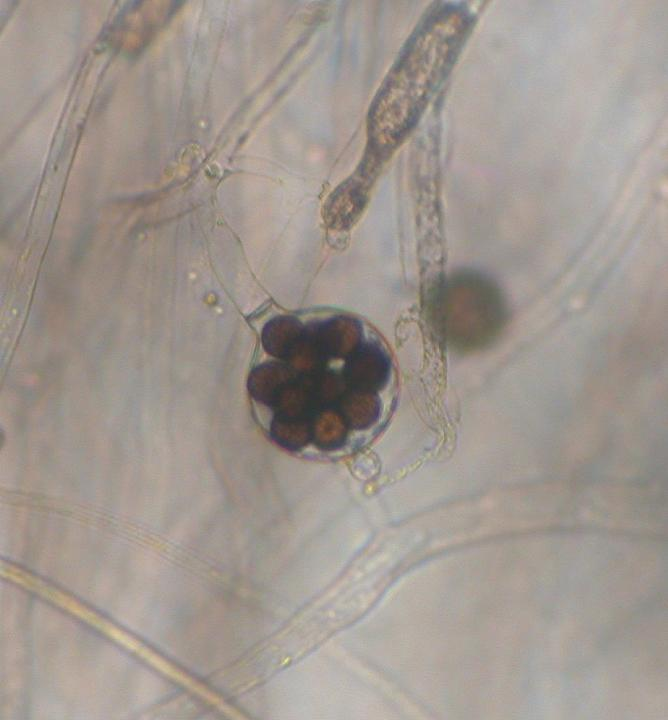
ミズカビ類の一つ、ワタカビの菌糸

かつてはこの類の構造も当然のように菌糸と呼んだが、菌類ではないとの判断となった現在ではそれを躊躇する向きもある。しかし、形態的にも機能的にも菌糸であるから、そう呼ぶのは不思議ではなく、現在もそう呼ばれることが多い。菌類との相違点として、細胞壁がセルロースを主成分にしている点が挙げられる。
ミズカビ類は非常に菌糸が太く、成長が早い。また、仮根状菌糸を持っている。フハイカビやその他のものは、やや細くて比較的均一な菌糸を持つものが多い。ツユカビ目は植物寄生菌で、宿主細胞内に吸器を伸ばす。

### 放線菌の菌糸
放線菌はグラム陽性桿菌に分類される細菌の一種である。放線菌は原核生物であり、真核生物である菌類とは生物学的に大きく異なるが、細菌の中では例外的に菌糸を形成する。通常の細菌が二分裂による増殖をするのに対して、放線菌は分岐した菌糸による先端成長を行い、また培地上で培養すると気菌糸を着生してその先端に無性胞子を形成するという、菌類とよく似た形態を示すものが多い。
細胞壁の構成成分は菌類のものと異なり、真正細菌の細胞壁成分であるペプチドグリカンや、結核菌やジフテリア菌と共通の細胞壁成分であるミコール酸などから成り立っている。また、放線菌の菌糸は菌類のものと比べて細いものが多く、通常直径1µm程度からそれ以下である。